# LouAnne Johnson
LouAnne Johnson (31 de julio de 1953) es una escritora, profesora y marine jubilada estadounidense. Es más conocida por el libro My Posse Don't Do Homework, que fue adaptado como la película Mentes peligrosas en 1995, y una serie de televisión en 1996. Ella fue interpretada por Michelle Pfeiffer en la película y por Annie Potts en la serie de televisión.

## Primeros años y educación
Johnson creció en Youngsville, Pensilvania. Después de la secundaria, se matriculó en la Universidad de Indiana de Pensilvania, pero se retiró después de unas semanas y se alistó en la marina en 1971, sirviendo en la Base Aérea Clark en Filipinas.

## Carrera
Ella escribió sobre su experiencia en el servicio en su libro de 1986 Making Waves: A Woman in This Man's Navy. Más tarde se trasladó a la Infantería de Marina de los Estados Unidos. Al salir de la Infantería de Marina, ganó un título de maestría en la enseñanza de inglés y, en 1989, fue a enseñar en la Escuela Secundaria Carlmont en Belmont, California.